# WTA New Jersey 1986
Il WTA New Jersey 1986 è stato un torneo di tennis giocato sul cemento. È stata la 9ª edizione del torneo, che fa parte del Virginia Slims World Championship Series 1986. Si è giocato a Mahwah negli USA dal 18 al 24 agosto 1986.

## Campionesse

### Singolare
Steffi Graf ha battuto in finale  Molly Van Nostrand con il punteggio di 7–5, 6–1

### Doppio
Betsy Nagelsen /  Elizabeth Smylie hanno battuto in finale  Steffi Graf /   Helena Suková con il punteggio di 7–6, 6–3